# Flèche Enghiennoise
De Flèche Enghiennoise was een kortstondige wielerwedstrijd voor mannen die in 1969 voor het laatst werd georganiseerd. Het parcours, ongeveer 200 km, lag in Enghien, op de grens van de Belgische provincies Brabant en Henegouwen.
De wedstrijd vond altijd plaats in de tweede helft van april.
Op de erelijst staan de successen van Rik Van Looy, Roger Pingeon en Felice Gimondi.

## Erelijst
| Jaar | 1e                   | 2e                      | 3e                |
| ---- | -------------------- | ----------------------- | ----------------- |
| 1965 | Rik Van Looy         | Gustaaf Van Vaerenbergh | Urbain De Brauwer |
| 1966 | Piet Rentmeester     | Jo de Roo               | Julien Stevens    |
| 1967 | Georges Vandenberghe | Rik Van Looy            | Frans Aerenhouts  |
| 1968 | Felice Gimondi       | Rik Van Looy            | Willy Planckaert  |
| 1969 | Roger Pingeon        | Herman Vrijders         | André Hendricks   |